# Casamartina
Casamartina és una masia del municipi de Riner (Solsonès) inclosa en l'Inventari del Patrimoni Arquitectònic de Catalunya.

## Descripció

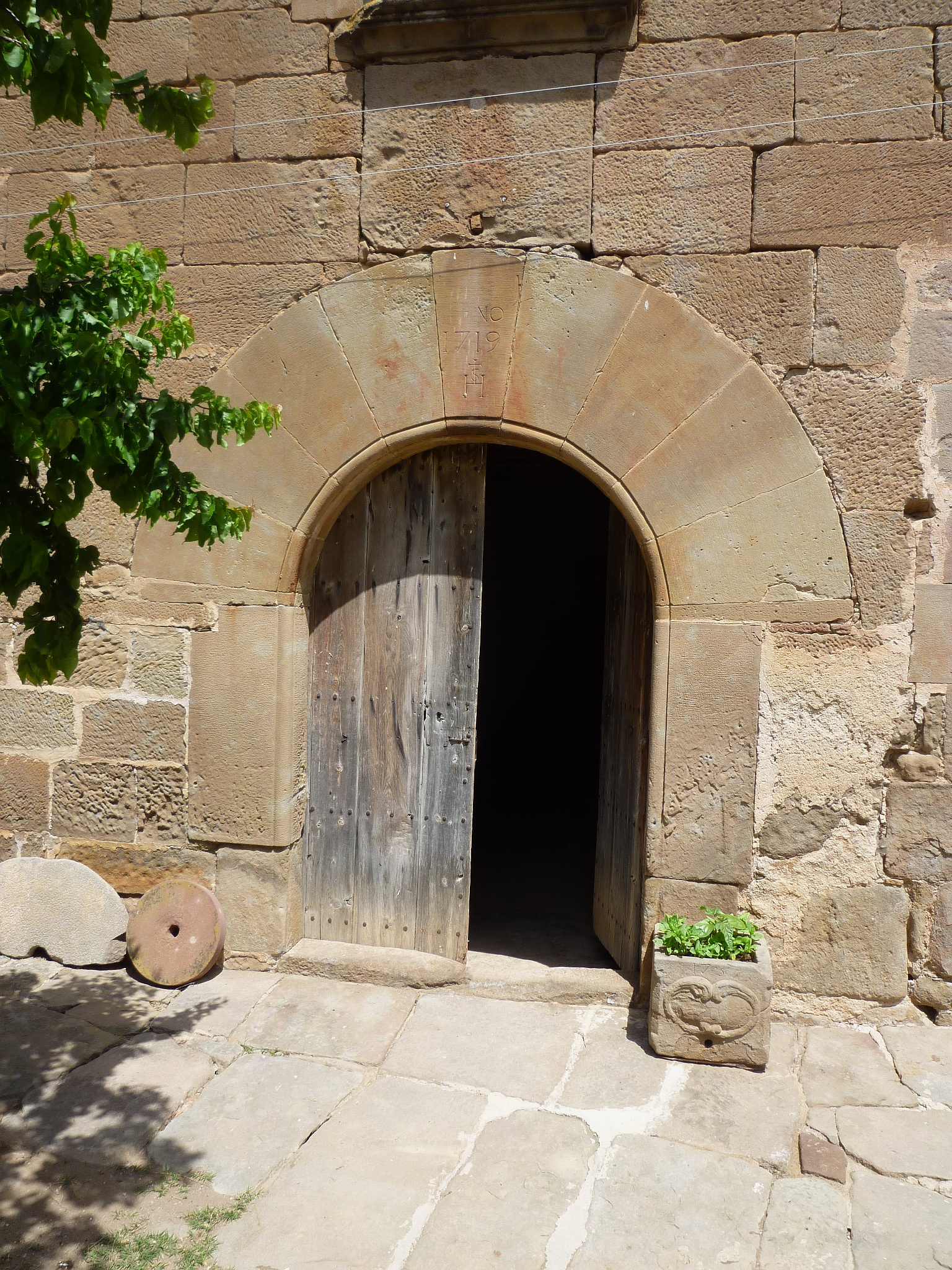
Portal

Gran masia de planta rectangular fortificada. Teulada a doble vessant i orientada nord-sud. La façana principal, a la cara est, té una porta d'arc de mig punt adovellada i finestres de petites dimensions allindades; és visible un arc tapiat i amb una finestra construïda al damunt.
Queden restes d'antics murs que murallaven la casa i el portal a la cara sud. A la cara nord hi ha una petita finestra gòtica, l'eixida i el pou amb corriola exterior.
Dins la casa hi ha una petita capella dedicada a la Mare de Déu de les Neus.
La planta baixa és amb sòl de pedra i el sostre amb bigues. La porta té la data de 1719. El parament és de carreus tallats i en filades al davant i irregulars a la part de darrere (sense tallar).
Al davant de la casa hi ha el cobert, amb porta d'arc de mig punt i la premsa de vi al costat. El parament és de carreus tallats i en filades.

## Capella

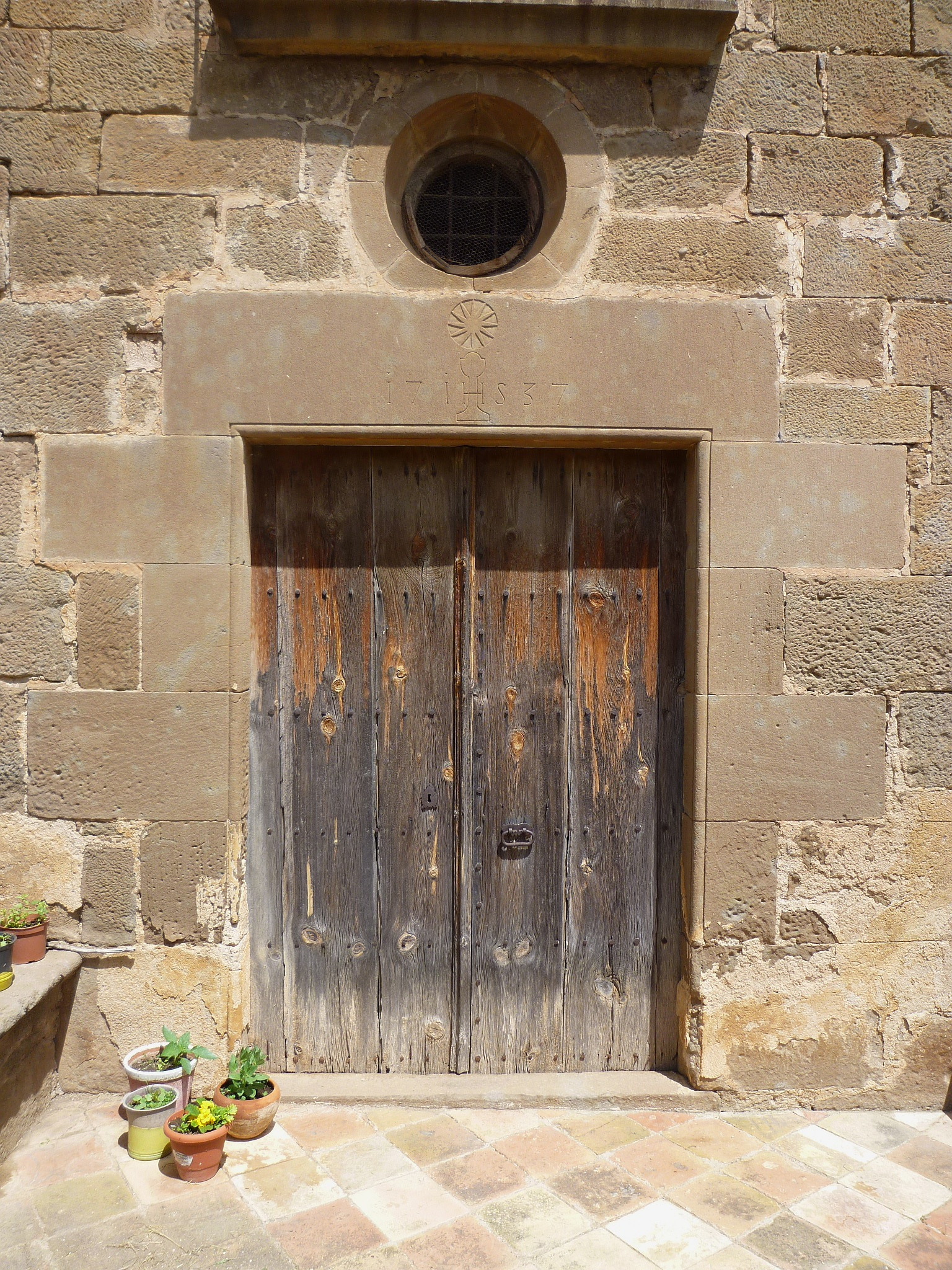
Façana de la capella

La capella està dedicada a la Mare de Déu de les Neus. A la façana hi ha la porta d’accés, adintellada. La llinda de la porta conté la inscripció "1753". Sobre aquesta porta hi ha un òcul circular, cobert amb barrots de ferro.

## Història
Hi ha notícies de l'existència de la casa al segle xiii. El 15 de desembre de 1774, Josep Casamartina fou nomenat batlle de les quadres de Mariscots, Vilaseca i Albareda que eren del Col·legi de Solsona